# Dominic Starkl
Dominic Starkl (* 13. September 1990) ist ein Schweizer Politiker (Grüne Partei der Schweiz, GPS). Er war von 2013 bis 2019 Mitglied des Landrates des Kantons Nidwalden.

## Leben und Karriere
Starkl ist Mitglied der Grünen Nidwalden. Ab März 2013, als er für Thomas Wallimann nachrückte, war er Mitglied des Landrats, damals das jüngste. Ende 2019 trat er aus beruflichen Gründen vorzeitig zurück. Er absolvierte daneben eine Zweitlehre als Informatiker im Bereich Applikationsentwicklung.